# Armoiries de la Tchécoslovaquie
 (janvier 2023).
Les armoiries de la Tchécoslovaquie ont été modifiées à de nombreuses reprises au cours de l'histoire de ce pays ; certaines versions furent en usage simultanément. Cela reflète l'histoire turbulente de ce pays et le souhait d'armoiries en correspondance avec les territoires le composant.

## Débuts de la Tchécoslovaquie

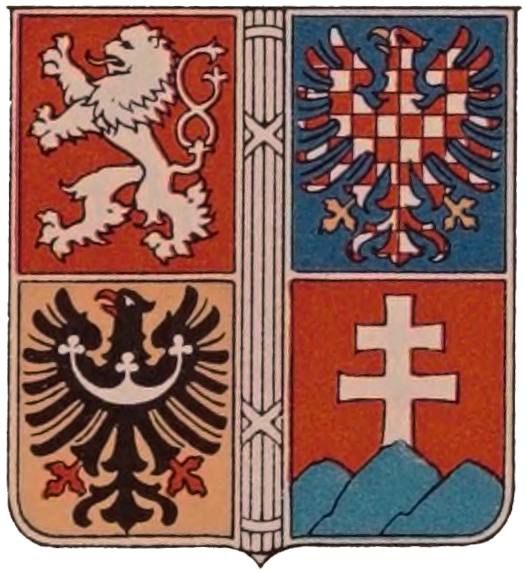
Armoiries du Conseil national tchécoslovaque à Paris avant l'indépendance de la Tchécoslovaquie (1916-1918).
Emblème de la Légion tchécoslovaque, qui fut utilisé comme armoiries informelles de la Tchécoslovaquie (1918-1920).
Armoiries de la Tchécoslovaquie (1919-1920).

## Première, Deuxième et Troisième République tchécoslovaque (avant 1960)

Petites armoiries de la Tchécoslovaquie (1920-1939 et 1945-1960).
Armoiries moyennes de la Tchécoslovaquie (1920-1939 et 1945-1960).
Grandes armoiries de la Tchécoslovaquie (1920-1939 et 1945-1960).

La petite et la grande version ne furent plus utilisées à partir de 1938, mais les armes moyennes furent en usage jusqu'en mars 1939, quand le IIIe Reich allemand occupa la Bohême-Moravie. Lorsque la Tchécoslovaquie fut reconstituée en 1945 à la fin de la Seconde Guerre mondiale, seules les petites armes des première et deuxième Républiques furent reprises pour la Troisième République. Les petites armes sont celles de la Bohême (Česko) superposées à celles de la Slovaquie (Slovensko). Les armoiries slovaques ne doivent pas être considérées comme un écusson brochant sur le tout occupant la position honorifique du cœur mais comme un bouclier porté par le lion de Bohême dans le motif général. Comme le montre cette image, les armes slovaques ne se trouvent d'ailleurs pas au centre visuel du blason.
Les armes moyennes regroupent dans un écartelé celles de la Slovaquie, de la Ruthénie subcarpathique, de la Moravie et de la Silésie, et dans un écusson sur le tout celles de la Bohême. Les grandes armoiries consistent en les mêmes éléments augmentés des armes de la Silésie de Těšín, du duché d'Opava et du duché de Racibórz. Les grandes armoiries comportent aussi deux lions comme supports et la devise nationale tchécoslovaque : Pravda Vítezí (« La vérité triomphe » en tchèque). En région slovaque est utilisée une version des armoiries où la devise est écrite en slovaque : Pravda vít'azí.

## États en Tchécoslovaquie occupée (1939-1945)

Petites armes du protectorat de Bohême-Moravie.
Grandes armes du protectorat de Bohême-Moravie.
Armes du Reichsgau des Sudètes.
Armes de la République Slovaque.
Armes de la Hongrie.
Armes de la Pologne.

## République socialiste tchécoslovaque (1960-1990)

Armes de la République socialiste tchécoslovaque.

La Tchécoslovaquie était dirigée depuis 1948 par un régime communiste, mais ce dernier retint initialement les armoiries d'avant 1939 et n'adopta pas un emblème dans le style de l'héraldique communiste alors en vigueur en URSS, Hongrie, Roumanie, Bulgarie, Chine, etc. Toutefois, en 1960, les armes tchécoslovaques furent redessinées sous la forme d'un pavois, une forme de bouclier rarement utilisée en héraldique, destinée à l'origine à se tenir au sol et à protéger les fantassins. Ce type de bouclier est associé dans l'histoire tchèque aux Hussites, dont la rébellion était interprétée comme un mouvement révolutionnaire proto-communiste par l'historiographie marxiste approuvée par l'État. Au-dessus du lion, l'étoile rouge du communisme prit la place de la couronne. 
Les armes de la Slovaquie furent totalement redessinées : la croix fut enlevée au profit de la flamme de la résistance et le mont stylisé à trois coupeaux fut remplacé par une silhouette naturelle du mont Kriváň.

Armes de facto de la République socialiste slovaque.

## République fédérale tchèque et slovaque

Armes de la République fédérale tchèque et slovaque

Après la chute du communisme en 1989, l'héraldique traditionnelle fut réinstaurée et de nouvelles armes nationales furent dessinées, écartelées de Bohême et de Slovaquie. Ces armes furent en usage jusqu'à la dissolution de la Tchécoslovaquie, qui eut lieu dans la nuit du 31 décembre 1992 au 1er janvier 1993.